# 手提電話直銷中心
手提電話直銷中心，是香港一家SIM卡零售商，主要出售香港電訊旗下品牌的電話卡。
該公司於1995年由只有中學畢業的蕭木龍成立，並於大約2000年轉營銷售SIM卡及增值券。2002年於中環歐陸貿易中心開設分店，以開拓外傭客源。
根據其控股公司「港亞控股有限公司」（現稱為恆月控股有限公司）的招股書中，委託弗若斯特沙利文編寫的行業概覽所顯示，在2017年，公司在香港針對印尼人與菲律賓人的預付產品市場中市佔30%，排名第二。
截至2023年，該公司於香港合共租用六間自營零售店，並有45名僱員。